# Sven Aage Geisler
Sven Aage Geisler (16. december 1921 på Frederiksberg – 14. november 1968 ved Kongsted, Køge Å) var en dansk modstandsmand, som var kendt under dæknavnet Store-Bjørn. Under Besættelsen udførte han flere likvideringer af stikkere. Han blev selv myrdet (uden at mordet var relateret til besættelsestiden).

## Liv
Sven Aage Geisler var søn af en grosserer. Under den tyske besættelse af Danmark var han tilknyttet modstandsbevægelsen som medlem af Studenternes Efterretningstjeneste, hvor han blandt andet deltog i likvideringer af danske stikkere.
Geislers bror, Poul Erik Geisler (22. april 1918 - 25. april 1945), var ikke modstandsmand, men begik selvmord i Vestre Fængsel, fordi brødrenes mor, Gerda Geisler, den 17. april 1945 havde opgivet storebroderens adresse til Gestapo, da de eftersøgte Sven Aage Geisler. Moderen havde opgivet adressen, fordi hun vidste, at hendes ældste søn ikke var involveret i illegale aktiviteter. Siden havde Sven Aage Geisler et anspændt forhold til sin moder, men boede alligevel hos hende på Frederiksberg Allé.

### Horney-sagen
Ved en fest i Stockholm lige efter julen 1944 mødte modstandsmændene Sven Aage Geisler og hans kammerat Asbjørn Lyhne ("Lille-Bjørn") den danske stikker og spion Jane Horney, som skulle være blevet tiltrukket af Geislers charme. I hendes selskab forbrugte Geisler og Lyhne i de følgende uger en hel formue af efterretningsvæsenets penge i det hektiske stockholmske natteliv. Danskerne kunne ikke skyde en svensk statsborger på svensk jord. I stedet aftalte de, at de skulle vinde Horneys fortrolighed, og derefter lokke hende med til Danmark for at renvaske sig for beskyldningerne om spionage. 17. januar 1945 tog hun nattoget til Malmø, ledsaget af Geisler, Lyhne og veninden Bodil Fredriksen (en dansk modstandskvinde, der også skulle hjem og mente, det samme gjaldt Horney). I Malmø overnattede de fire på Grand hotel, hvor Horneys drabsmand var indlogeret. Her ventede de på at blive sendt illegalt over Øresund. En portier på hotellet fortalte senere politiet, at han ud fra deres opførsel opfattede Horney og Geisler som forlovede. Da Horney fik at vide, at Geisler og Lyhne alligevel ikke skulle med over Øresund, insisterede hun på at fejre afskeden med en middag på hotel Savoy om aftenen 19. januar. Efter middagen rejste Horney og veninden sammen med drabsmanden ved ti-tiden med forskellige taxaer til Höganäs ved Helsingborg. Lige efter midnat forlod de havnen i en fiskerbåd. 
Tidligt om morgenen 20. januar blev Jane Horney skudt, og liget omviklet med jernkæder og sænket i havet. Drabet påstås at være sket på svensk territorium, ved Larød nord for Helsingborg, mens danske myndigheder vil have det til, at det skete i dansk farvand. Til stede var sandsynligvis kun skipper på "Tärnan", og studenten "Jens", identificeret som Hjalmar Ravnbo,  der skød hende. I september 1948 blev Sven Aage Geisler arresteret i Malmø, mistænkt for likvideringen, hvad han benægtede.

### Efter krigen
Geisler er af nogen mistænkt for at være morderen bag dobbeltmordet på Peter Bangs Vej i 1948.
I 1954 blev Geisler pålagt at betale et større beløb til Toldvæsenet. Han lånte pengene til bøden samt en del ekstra penge af sin mor, men glemte at betale bøden og andre kreditorer.
Geislers pas var taget i forvaring af politiet, men han fortalte politiet, at han skulle låne passet til en kort vigtig forretningstur til Sverige. Efter rådgivning fra sin advokat Tage Lasson tog Geisler i stedet til USA, der ikke havde udleveringspligt til Danmark for forseelser.
Han vendte i 1964 tilbage til Danmark syg, nedbrudt og alkoholiseret. Geisler fik udbetalt pension fra USA, og han fik også invalidepension fra Frihedsfonden. Professor Mogens Fog hjalp også Geisler.
Geisler havde været gift to gange efter befrielsen, men fik ingen børn med sine hustruer.

### Myrdet
I 1968 var Geisler vendt tilbage til Danmark efter nogle år i udlandet. Han blev fundet myrdet på en øde markvej i Kværkeby. Han var blevet udsat for et rovmord af den 46-årige John Nielsen og en søn, den 18-årige Preben Schnoor Nielsen, som han havde mødt på et værtshus i København. De havde kørt rundt på Sjælland, og da Geisler faldt i søvn i bilen, havde sønnen slået ham i hovedet med en lægtehammer. Da Geisler alligevel vågnede, skulle faren have slået ham igen, så han døde af det.
Erik Haaest har fremlagt den hypotese, at John Nielsen ikke var ukendt for Geisler, idet de begge havde været medlemmer af samme likvideringsgruppe  - "Den lille Gruppe" - under krigen, men den er blevet afvist af Dines Bogø. John Nielsen findes ikke i Modstandsdatabasen.
Sven Aage Geisler er begravet i familiens gravsted på Solbjerg Parkkirkegård.